# Jaroslava Pencová
Jaroslava Pencová est une joueuse slovaque de volley-ball née le 24 juin 1990 à Bratislava. Elle mesure 1,91 m et joue au poste de centrale. Elle totalise 24 sélections en équipe de Slovaquie.

## Clubs
| Club                    | De        | À         |
| ----------------------- | --------- | --------- |
| ŠŠK Bilíkova            |           | 2005-2006 |
| VK Doprastav Bratislava | 2006-2007 | 2012-2013 |
| Dresdner SC             | 2013-2014 | 2014-2015 |
| Lokomotiv Bakou         | 2015-2016 | 2015-2016 |
| BKS Stal Bielsko-Biała  | 2016-2017 | 2016-2017 |
| SAB Volley Legnano      | 2017-2018 | 2017-2018 |
| Budowlani Łódź          | 2018-2019 | …         |

## Palmarès

### Équipe nationale
- Ligue européenne
  - Finaliste : 2016.

### Clubs
- Championnat de Slovaquie
  - Vainqueur : 2009, 2012.
  - Finaliste : 2011, 2013.
- Coupe de Slovaquie
  - Vainqueur : 2008, 2009, 2011, 2012.
  - Finaliste : 2010, 2013.
- Championnat d'Allemagne
  - Vainqueur : 2014, 2015.
- Supercoupe de Pologne
  - Vainqueur : 2018.
- Championnat de Pologne
  - Finaliste : 2019.

### Distinctions individuelles
- Ligue européenne féminine de volley-ball 2016 : Meilleure bloqueuse